# Agata Zupin
Agata Zupin, slovenska atletinja, * 17. marec 1998.
Tekmuje v teku na 400 m z ovirami, v katerem je 23. julija 2017 postavila slovenski državni rekord s časom 56,52 s. Leta 2017 je osvojila srebrno medaljo na evropskem prvenstvu do 20 let ter prvič nastopila na članskem velikem tekmovanju, svetovnem prvenstvu, kjer se je uvrstila v polfinale in zasedla 21. mesto. 